# Wong Peak
Der Wong Peak ist ein über 1600 m hoher Berggipfel im Nordwesten der antarktischen Ross-Insel. Er ragt 2,6 km nordöstlich des Gipfels von Mount Bird auf.
Das New Zealand Geographic Board benannte ihn im Jahr 2000 nach dem neuseeländischen Diplomaten Frank Wong (1950–1992), der von 1989 bis 1991 die neuseeländische Initiative zur Errichtung einer umfassenden und international rechtlich bindenden Regelung zum Schutz der Umwelt in Antarktika geleitet hatte.